# 筑後警察署
筑後警察署（ちくごけいさつしょ）は、福岡県警察が管轄する警察署の一つで、筑後地区に属する。

## 概要
筑後市、大川市、三潴郡大木町の2市1町を管轄する。2010年（平成22年）4月1日に大川警察署と統合する以前は筑後市のみを管轄していた。筑後市は八女・筑後広域圏（八女地域）に、大川市と大木町は久留米広域圏（三潴地域）に属しており、筑後署と大川署の統合によって、管轄区域が二つの広域圏にまたがることになった。

## 所在地
- 本署
  - 福岡県筑後市大字山ノ井338番地
    - 福岡県立八女高等学校の東、国道209号沿いに位置する。

- 大川庁舎
  - 福岡県大川市大字郷原483番地2（北緯33度12分21.3秒 東経130度23分4.6秒 / 北緯33.205917度 東経130.384611度）
    - 大川市役所の東、いちょう通り沿いに位置する。

## 管轄区域
- 筑後市
- 大川市
- 三潴郡大木町

## 沿革
- 1875年（明治8年）2月 - 八女郡羽犬塚村に羽犬塚邏卒分屯所設置。
- 1882年（明治15年）3月 - 久留米警察署羽犬塚分署となる。
- 1886年（明治19年）9月 - 八女郡水田村に福島警察署水田派出所設置。
- 1887年（明治20年）1月 - 水田警察署となる。
- 1893年（明治26年）1月 - 水田警察署が福島警察署に統合。
- 1948年（昭和23年）3月 - 自治体警察の羽犬塚警察署設置。
- 1951年（昭和26年）10月 - 羽犬塚警察署が国家地方警察の八女地区警察署羽犬塚警部派出所となる。
- 1954年（昭和29年）7月1日 - 福岡県警察が発足。筑後市に福岡県筑後警察署設置。
- 1990年（平成2年）3月 - 現庁舎新築。
- 2010年（平成22年）4月1日 - 大川警察署と統合。大川署は筑後署の大川警部交番となる[1]。

## 交番
- 熊野交番 - 筑後市大字熊野1022番地11
- 羽犬塚交番 - 筑後市大字山ノ井138番地15
- 明治橋交番 - 大川市大字向島1857番地
- 大川警部交番 - 大川市大字郷原483番地2（大川庁舎内）
- 大木交番 - 三潴郡大木町八丁牟田255番地1

## 駐在所
- 水田駐在所 - 筑後市大字水田286番地
- 古川駐在所 - 筑後市大字久恵1036番地1
- 船小屋駐在所 - 筑後市大字鶴田256番地1
- 馬間田駐在所 - 筑後市大字馬間田1110番地1
- 三ツ又駐在所 - 大川市大字鐘ヶ江45番地31
- 木室駐在所 - 大川市大字中木室588番地8
- 大野島駐在所 - 大川市大字大野島2898番地6